# Пичкиряевский сельский округ
Пичкиря́евский се́льский о́круг — упразднённая административно-территориальная единица, существовавшая на территории Сасовского района Рязанской области до 2004 г.
Административный центр — село Пичкиряево.

## История
Законом Рязанской области от 07.10.2004 № 96-ОЗ на территории трёх сельских округов — Пичкиряевского, Придорожного и Салтыковского было образовано одно муниципальное образование — Придорожное сельское поселение. Административный центр Пичкиряево утратил свои полномочия. Управление было перенесено в посёлок Придорожный.

## Административное устройство
В состав Пичкиряевского сельского округа входили 4 населённых пункта:
1. с. Пичкиряево (административный центр)
2. с. Боковой Майдан
3. д. Горбуновка
4. п. Завад.